# Bataille d'Andrinople (718)
Pour les articles homonymes, voir Bataille d'Andrinople.

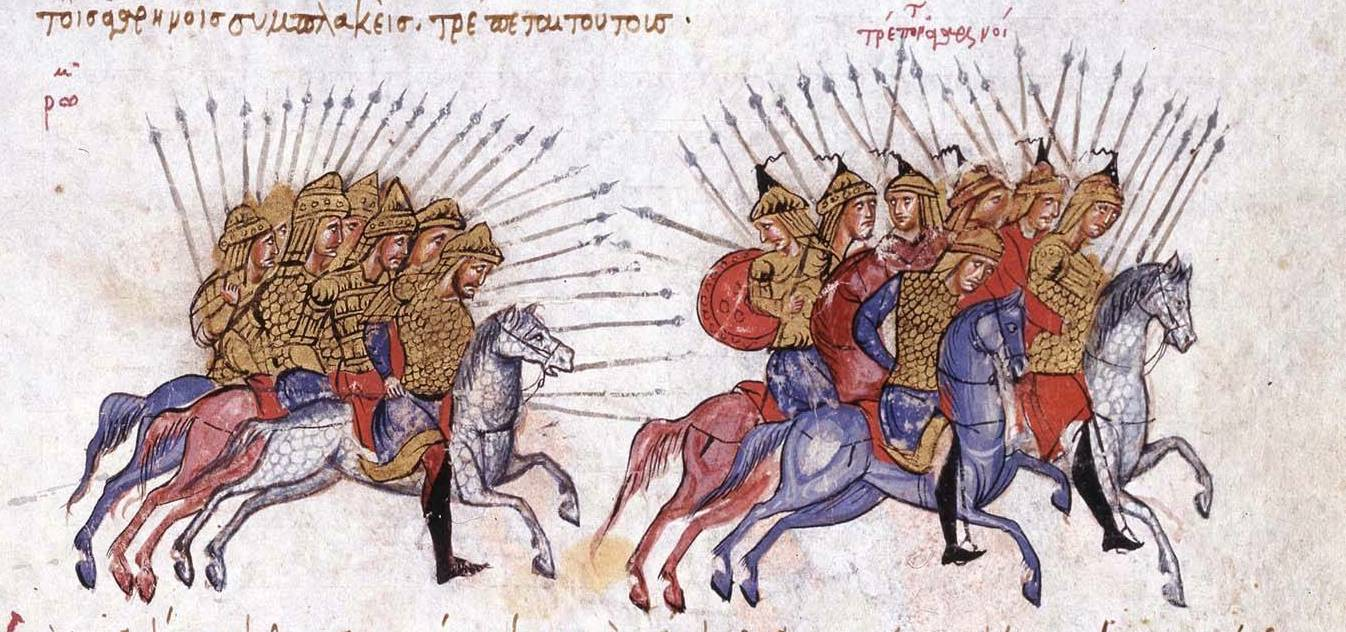
Cavaliers byzantins mettant en fuite les Arabes, manuscrit byzantin du XIIIe s.

La bataille d'Andrinople (718) est une bataille des guerres arabo-byzantines où le khanat bulgare du Danube intervient comme allié des Byzantins. Les Arabes, au terme d'une série d'expéditions maritimes contre l'Empire byzantin, s'emparent d'Andrinople (l'actuelle Edirne). L'empereur Léon III l'Isaurien fait appel au khan bulgare Tervel, allié à qui il avait conféré le titre de César. Les Bulgares battent les Arabes et reprennent la ville. Selon le chroniqueur Théophane le Confesseur, les Arabes perdent 22 000 hommes dans cette bataille.
Les Bulgares se portent ensuite au secours de Constantinople assiégée par les Arabes. Le 15 août 718, le général arabe Maslama ben Abd al-Malik ordonne à son armée d'abandonner le siège et de se rembarquer. Cet épisode met fin à l'expansion arabe en Méditerranée orientale.

## Sources et bibliographie
- (it) Cet article est partiellement ou en totalité issu de l’article de Wikipédia en italien intitulé « Battaglia di Adrianopoli (718) » (voir la liste des auteurs) dans sa version du 3 janvier 2016.